# Ladislav Štěpanovský
Ladislav Štěpanovský byl československý fotbalový rozhodčí. Dle dochovaných pramenů za 1. světové války zachránil z bojiště těžce zraněného Václava Piláta.

## Kariéra
V československé lize působil v letech 1925-1930. Řídil celkem 27 ligových utkání. Jako mezinárodní rozhodčí řídil v letech 1926-1930 čtyři mezistátní utkání. V Středoevropském poháru řídil 5 utkání.